# Revista de Banyoles
La Revista de Banyoles és una publicació mensual que s'edita des del 1977 i va destinada a lectors de la comarca del Pla de l'Estany. La revista està redactada íntegrament en català i se centra en la informació local i comarcal, tot i que els continguts no estan cenyits necessàriament a esdeveniments d'actualitat. La publicació apareix el primer dissabte de cada mes i es distribueix a quioscs i llibreries del Pla de l'Estany. L'empresa encarregada de produir la revista és Bàcula Editors SL, que forma part del grup Dracvisió SL.

## Història
La Revista de Banyoles es va fundar l'any 1946 sota el nom Horizontes. Aquesta publicació, promoguda per l'òrgan d'Acció Catòlica, s'editava mensualment i representava el portaveu de les parròquies de Banyoles. Horizontes s'escrivia en castellà i contenia articles d'interès catòlic, però també oferia la secció "Ventana local", dedicada a les notícies més rellevants de Banyoles i el Pla de l'Estany.
A partir de l'any 1960, la revista canvia de responsables i Joan Olivas n'assumeix la coordinació. Amb aquest canvi, s'incorporen noves seccions relacionades amb la cultura (teatre, música, cinema, etc.). Des del maig de 1963, la publicació esdevé quinzenal i introdueix alguns articles escrits en català. Aquest canvi lingüístic comporta conflictes amb la supervisió dels generals franquistes, que revisen cada número abans que es publiqui.
El 1977, dos anys després de la fi del franquisme i coincidint amb la publicació del número 500, la revista Horizontes canvia el nom per Revista de Banyoles. A partir d'aleshores, tots els articles i texts que es publiquen a la revista estan escrits en català. Tot i el canvi de nom, la publicació manté la majoria de les seccions i les pàgines dedicades a la informació local i comarcal.
L'any 2000, el periodista banyolí Manel Doñate es fa càrrec de la direcció de la publicació. Doñate modifica el disseny de la revista i crea una secció de notícies actualitzades, com també incorpora un espai de reflexió i un reportatge central que aprofundeix sobre algun aspecte de la vida dels ciutadans. La publicació integra noves seccions com l'entrevista, la fotografia del mes i la conversa.

## Equip i propietaris
Des del juliol del 2007, el 80 % de les accions de la Revista de Banyoles pertanyen a l'empresa Bàcula Editors, que forma part del grup de comunicació Dracvisió. Es tracta d'una corporació privada que disposa de diversos serveis i mitjans relacionats en aquest àmbit, com per exemple Banyoles Televisió (fins fa poc, el Canal Català Girona Pla). El seu propietari és Quim Fusté.
La coordinació de la revista va a càrrec de la periodista Miriam Martín. El mossèn de Banyoles, Ramon Pijuan, també forma part de l'equip de redacció en representació de l'Església Catòlica. La publicació es nodreix dels articles de diversos col·laboradors.

## Contingut
La Revista de Banyoles s'estructura a través de diverses seccions. La majoria de les seves pàgines estan dedicades al resum de l'actualitat local i comarcal del mes anterior. La publicació també ofereix articles de caràcter històric i cultural i compta amb un espai per a columnes d'opinió i crítica. En paral·lel, la revista proporciona informació meteorològica i una agenda amb els esdeveniments més rellevants de la comarca. Des de fa un temps, la direcció ha optat per prescindir del reportatge central que tingui relació amb l'actualitat. Per suplir el canvi, la revista aposta per rememorar fets històrics.

## Disseny i edició
La publicació s'edita en color i presenta diverses fotografies que complementen amb imatges els articles. La revista s'edita en format DIN A4 i s'imprimeix a l'empresa banyolina Impremta Pagès. La maquetació forma part de les tasques de la coordinadora de la mateixa publicació.

## Col·laboradors
Les persones que actualment col·laboren a la Revista de Banyoles són: Jordi Rull, Carles Avilés, Lluís Martí, Lluís Casamitjana, Salvador Coll, Miquel Rustullet, David Bertran, Jaume Fàbrega, Josep Grabuleda, Jeroni Moner i Codina, Àngel Vergés, Jordi Galofré, Joan Anton Abellan, Enric Estragués, Anna Port, Lluís Barjau i Jordi Nierga.

## Distribució
El repartiment de la revista va a càrrec de l'empresa Repartir B., que forma part de la corporació privada Dracvisió. La publicació es distribueix pels quioscs i llibreries de la comarca del Pla de l'Estany i compta amb un tiratge de 1.100 exemplars, malgrat que la difusió final és de 800 números. El preu de la revista és de 3,80 euros.
Alguns exemplars de la publicació s'envien a determinades biblioteques catalanes, com és el cas de la Biblioteca de Comunicació i Hemeroteca General de la Universitat Autònoma de Barcelona. En la mateixa línia, també es reparteixen entre tres i quatre números de la revista a diverses seus de fons documentals de l'Estat espanyol per assegurar-ne l'existència d'arxius.